# Chiesa di San Salvatore (Parma)
La chiesa di San Salvatore è un luogo di culto in origine cattolico e dal 1908 metodista dalle forme neorinascimentali, situato in borgo Giacomo Tommasini 26, ad angolo con borgo Riccio da Parma, a Parma, nell'omonima provincia.

## Storia
La chiesa di San Salvatore è ricordata per la prima volta nel 1230: dopo il 1517 al tempio si affiancò un monastero di canonichesse di Sant'Agostino della congregazione renana.
La chiesa perse la dignità parrocchiale il 9 gennaio 1634.
Nel 1650 vi fu collocata un'immagine della Vergine che si trovava affrescata sulla parete di una casa vicina e che, in occasione di un'epidemia, era stata ritenuta miracolosa: il tempio prese così a essere chiamato anche chiesa della Madonna della Sanità.
La comunità di canonichesse venne dissolta per le leggi napoleoniche del 1810 e la chiesa fu chiusa e adibita a magazzino (l'immagine della Madonna della Sanità fu trasferita nella chiesa della Santissima Trinità). L'edificio fu poi acquistato dalla missione metodista wesleyana e aperto al culto evangelico nel 1908.
Nel 1924 la chiesa fu sottoposta a profondi restauri che hanno riportato l'edificio all'aspetto cinquecentesco.